# Нодило, Натко
Натко Нодило (хорв. Natko Nodilo-Sperato; 31 августа 1834, Сплит — 21 мая 1912, Загреб) — хорватский историк, политик, редактор, публицист, педагог, доктор наук, профессор, ректор Загребского университета (1890—1891). Член Академии наук и искусств Хорватии.

## Биография
В 1856 году окончил богословский факультет в Задаре. Изучал историю и географию в Венском университете, там же в 1861 получил научную степень в области истории и географии.
Позже, учительствовал в гимназии в Сплите.
В 1862 году основал газету «Il Nazionale», где полемизировал с итальянскими политиками, главным образом с Никколо Томмазео по вопросу о Далмации. Опубликовал ряд статей о принципах национальной и либеральной политики. Подвергался судебным преследованиям.
После отказа от поста редактора, работал учителем в Задарской гимназии и, как представитель Народной партии в парламенте Далмации, выступал за объединение Далмации с Хорватией.
В 1857 году был избран первым профессором всеобщей истории в Академии иезуитов Загреба. При открытии загребского университета в 1874 году был приглашён профессором всеобщей истории.
Ректор Загребского университета в 1890—1891 годах.
Позже, был проректором университета. В течение 2-х сроков служил в качестве декана факультета. Вышел на пенсию в 1901.
В 1905—1908 годах опубликовал серию статей, в которых подробно изложил свои политические убеждения.
Изучал раннюю средневековую историю сербов, хорватов и Юго-Восточной Европы.
Он автор первой всеобщей истории средневековья на южнославянских землях.
Из работ его более известны:
- «Postanje svjetovne papinske vlasti ili pedeset godina talijanske historije» (1878),
- «Historija srednjeg vijeka za narod hrvatski i srpski I—III» (1898—1905)
- «Religija Srba i Hrvata na glavnoj osnovi pjesama, priča i govora narodnog»
- «Stara vjera Srba i Hrvata» (1981) — исследование о язычестве у сербов и хорватов.

Похоронен на кладбище Мирогой.

## Память
В честь Н. Нодило в Загребе в 1931 году была названа улица.